# Bar do Bin Laden

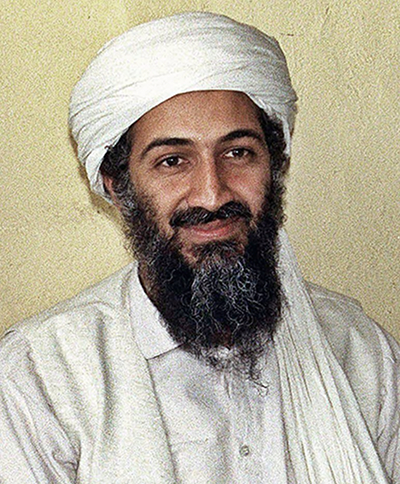
Existem diversos estabelecimentos chamados de Bin Laden no Brasil.

Bar do Bin Laden, ou Caverna do Bin Laden, são uma série de bares brasileiros nomeados em homenagem ao ex-líder da al-Qaeda Osama bin Laden. De acordo com o site Vocativ, em 2014 havia ao menos 12 estabelecimentos chamados Bin Laden no Brasil, incluindo bares lanchonetes e restaurantes, além de uma vendedora de peças de automóveis chamada Bin Laden Bombas.

## Bares

### São Paulo
O bar chamava-se originalmente Bar do Barba, e foi inaugurado em 1994. Está localizado na Avenida Nove de Julho, perto da Galeria do Rock, e é gerido pelo cearense Francisco Helder Braga Fernandes, que vive em São Paulo desde 1978. Ele foi apelidado de Bin Laden após os atentados de 11 de setembro por causa de sua barba, e sua fama como sósia cresceu no boca-a-boca e no Orkut. Em 2008, ele renomeou o local para Bar do Bin Laden. O bar virou um reduto para góticos e fãs de rock e metal.
O local chegou a ter 8 funcionários, mas entrou em crise nos anos 2000 e voltou a ser popular após a mudança de nome. Entre as pessoas que o frequentavam, estava o Zé do Caixão e o maestro João Carlos Martins.

### Rio de Janeiro
O bar, localizado nas proximidades da Vila dos Atletas, atrás do Riocentro, na rua Abrahão Jabour, Barra da Tijuca. É gerido pelo paraibano José Felipe de Araújo, que foi apelidado de Bin Laden por causa de sua barba.
O bar foi muito frequentado durante os Jogos Panamericanos, Rio+20 e nos Jogos Olímpicos. Foi ainda alvo de reportagem do The New York Times.

### Outras localidades
Outros lugares que possuem um bar chamado Bin Laden são Niterói, Porto Alegre e Juiz de Fora.